# Brawley (Califórnia)
Brawley é uma cidade localizada no estado americano da Califórnia, no Condado de Imperial. Foi incorporada em 6 de abril de 1908.

## Geografia
De acordo com o United States Census Bureau, a cidade tem uma área de 19,9 km², onde todos os 19,9 km² estão cobertos por terra.

### Localidades na vizinhança
O diagrama seguinte representa as localidades num raio de 32 km ao redor de Brawley. 

## Demografia

### Censo 2010
Segundo o censo nacional de 2010, a sua população é de 24 953 habitantes e sua densidade populacional é de 1 254,48 hab/km². Possui 8 231 residências, que resulta em uma densidade de 413,80 residências/km².

### Censo 2000
De acordo com o censo nacional de 2000, a densidade populacional era de 1460,4/km² (3783,0/mi²) entre os 22.052 habitantes, distribuídos da seguinte forma:
- 52,78% caucasianos
- 2,45% afro-americanos
- 1,11% nativo americanos
- 1,31% asiáticos
- 0,19% nativos de ilhas do Pacífico
- 37,86% outros
- 4,32% mestiços
- 73,83% latinos

Existiam 5265 famílias na cidade, e a quantidade média de pessoas por residência era de 3,28 pessoas.